# Kamienka (Humenné)
Kamienka (ungarisch Kiskemence) ist eine Gemeinde im Osten der Slowakei mit 533 Einwohnern (Stand: 31. Dezember 2024), die zum Okres Humenné, einem Kreis des Prešovský kraj, gehört. Sie ist Teil der traditionellen Landschaft Zemplín.

## Geographie
Die Gemeinde befindet sich am nordwestlichen Hang des Vihorlatgebirges, am Bach Kamenica, einem linksseitigen Zufluss der Cirocha im Einzugsgebiet des Laborec. Das Ortszentrum liegt auf einer Höhe von 228 m n.m. und ist 10 Kilometer von Humenné entfernt.
Nachbargemeinden sind Kamenica nad Cirochou im Norden, Nordosten und Osten, Valaškovce (Militärgebiet) im Südosten und Süden, Ptičie im Südwesten und Westen und Hažín nad Cirochou im Nordwesten.

## Geschichte
Kamienka wurde zum ersten Mal 1416 als Kyskemencze (nach älteren Quellen erst 1451 als Kemenche utraque) schriftlich erwähnt, weitere historische Bezeichnungen sind unter anderen Mala Kamenka (1773) sowie Kis-Kemencze, Malá Kaměnka, Malá Kamenica (alle 1808). Das Dorf war Teil der Drugeth'schen Herrschaft von Humenné, ab 1613 gehörte ein Teil den Jesuiten von Humenné. Im späten 17. Jahrhundert war es Besitz der Familie Széchy, gefolgt von der Familie Csáky im 18. sowie vom Geschlecht Andrássy im 19. Jahrhundert. 1556 wurden fünf Porta verzeichnet, 1720 gab es zwei Mühlen. 1787 hatte die Ortschaft 51 Häuser und 382 Einwohner, 1828 zählte man 65 Häuser und 489 Einwohner, die als Köhler, Viehzüchter und Waldarbeiter tätig waren, dazu gab es ab dem 19. Jahrhundert eine Säge. Von 1890 bis 1910 wanderten viele Einwohner aus.
Bis 1918 gehörte der im Komitat Semplin liegende Ort zum Königreich Ungarn und kam danach zur Tschechoslowakei beziehungsweise heute Slowakei. Nach 1918 waren die Einwohner als Landwirte, Waldarbeiter sowie als Arbeiter in der Säge in Kamenica nad Cirochou beschäftigt. Während des Zweiten Weltkriegs unterstützten die Einwohner die Partisanenbewegung. Nach dem Zweiten Weltkrieg wurde 1958 die örtliche Einheitliche landwirtschaftliche Genossenschaft (Abk. JRD) gegründet, ein Teil der Einwohner pendelte zur Arbeit nach Humenné und Snina, während andere weiterhin im Wald arbeiteten.

## Bevölkerung
| Jahr                | 1994 | 2004     | 2014    | 2024    |
| ------------------- | ---- | -------- | ------- | ------- |
| Anzahl der Personen | 512  | 566      | 529     | 533     |
| Unterschied         |      | +10,54 % | −6,53 % | +0,75 % |

| Jahr                | 2023 | 2024    |
| ------------------- | ---- | ------- |
| Anzahl der Personen | 537  | 533     |
| Unterschied         |      | −0,74 % |

Nach der Volkszählung 2011 wohnten in Kamienka 561 Einwohner, davon 519 Slowaken, vier Russinen und ein Ukrainer. 37 Einwohner machten keine Angabe zur Ethnie.
471 Einwohner bekannten sich zur römisch-katholischen Kirche, 23 Einwohner zur griechisch-katholischen Kirche und sieben Einwohner zur orthodoxen Kirche. Ein Einwohner bekannte sich zu einer anderen Konfession, 17 Einwohner waren konfessionslos und bei 42 Einwohnern wurde die Konfession nicht ermittelt.

## Bauwerke und Denkmäler
- römisch-katholische Johannes-Nepomuk-Kirche im klassizistischen Stil aus den Jahren 1798–1799, 1892 saniert[6]

## Verkehr
Nach Kamienka führt nur die Cesta III. triedy 3835 („Straße 3. Ordnung“) von Kamenica nad Cirochou (Anschluss an die Cesta I. triedy 74 („Straße 1. Ordnung“)) heraus. Der nächste Bahnanschluss ist in Kamenica nad Cirochou an der Bahnstrecke Humenné–Stakčín.